# Coglio

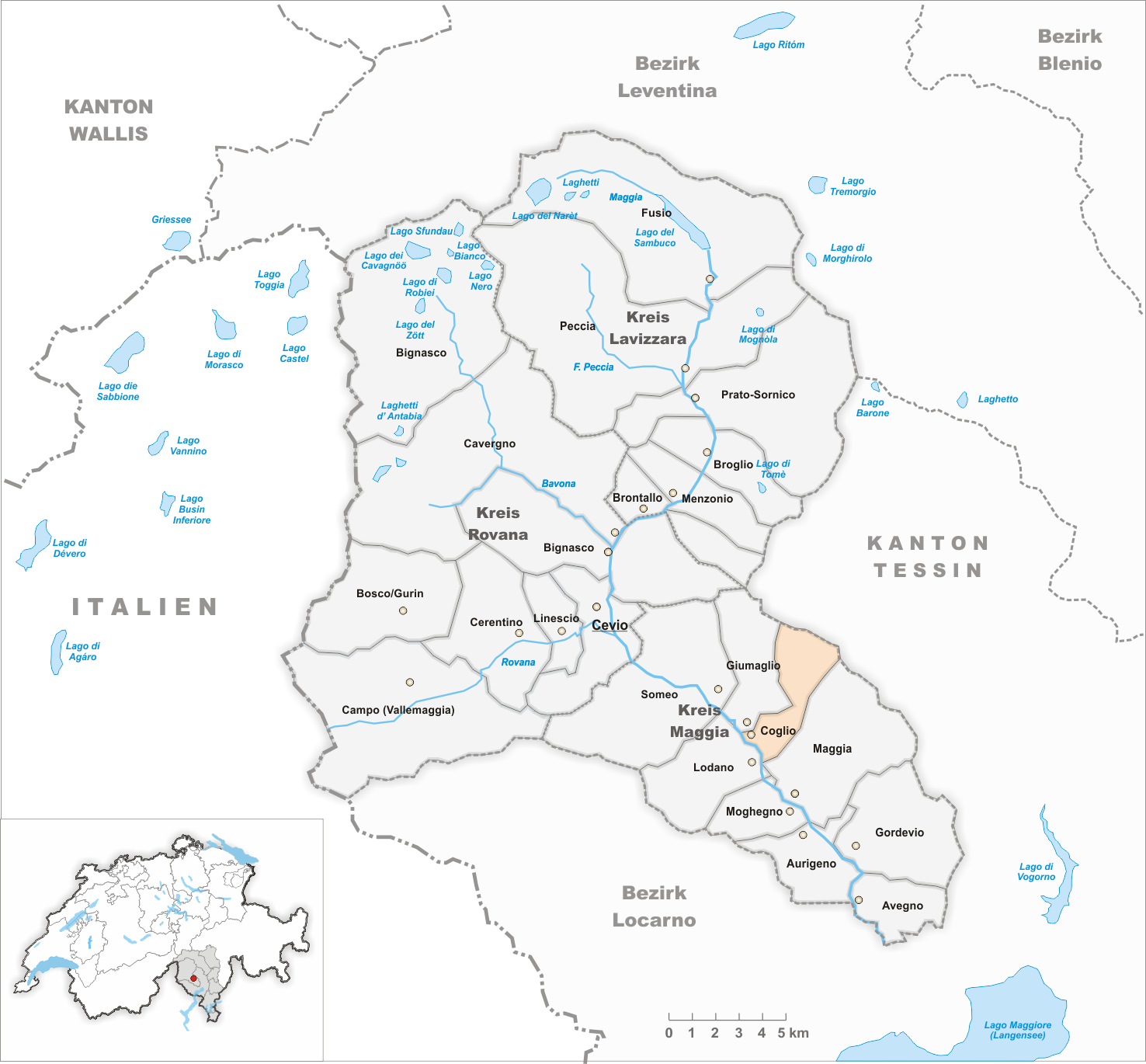
Gemeindestand vor der Fusion am 4. April 2004

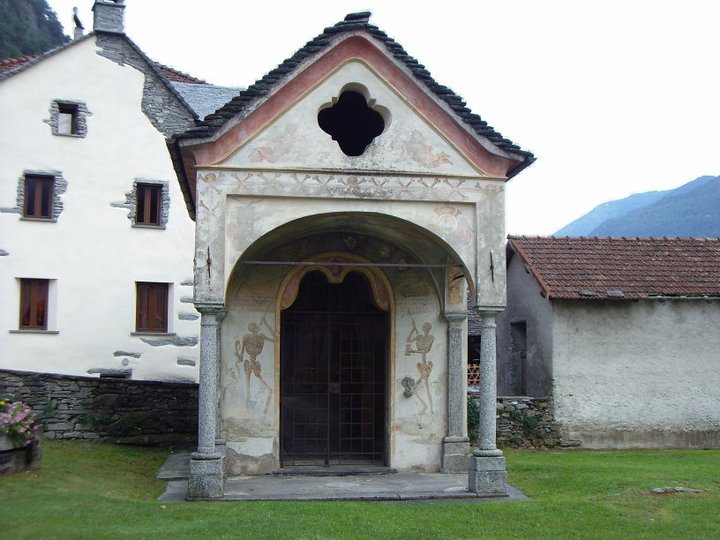
Beinhaus

Coglio ist eine frühere politische Gemeinde im Bezirk Vallemaggia des Kantons Tessin in der Schweiz. 

## Geografie
Das Dorf liegt auf einer Höhe von 357 m ü. M. und ist heute Teil der am 4. April 2004 gegründeten Gemeinde Maggia. Coglio liegt auf der linken Seite des Flusses Maggia, etwa 15 Kilometer (Luftlinie) nordwestlich von Locarno.

## Geschichte
Erstmals erwähnt 1237 als Cono. Noch heute findet man viele Häuser aus dem 17. und 18. Jahrhundert. Es sind auch andere Zeugnisse der ländlichen Kultur zu sehen. Die Gemeinde Maggia entstand am 4. April 2004 durch die Fusion der bisherigen Gemeinden Aurigeno, Coglio, Giumaglio, Lodano, Maggia, Moghegno und Someo.
Coglio bildet aber nach wie vor eine eigenständige Bürgergemeinde.

## Bevölkerungsentwicklung
Einwohnerzahlen: Volkszählungsdaten

## Sehenswürdigkeiten
Sakrale Bauten
- Pfarrkirche Madonna del Carmelo (17. Jahrhundert)[6] mit Fresken von Giovanni Antonio Vanoni (1886)[7]
- Barockes Beinhaus (1765) mit Fresken[7]

Andere Bauten
- Grotto Predagiana (Wohnhaus) mit Fresko Guglielmo Tell (1933) des Kunstmalers Pietro Mazzoni[8][7]
- Waschanlage (17. Jahrhundert)[7]

Sonstiges
- Muster-Weinberg[7]
- Zwei Schalensteine[7]

## Persönlichkeiten
- Arturo Lafranchi (1914–2003), Anwalt und Notar, Tessiner Grossrat, Nationalrat und Staatsrat